# Bolívia az 1956. évi téli olimpiai játékokon
Bolívia az olaszországi Cortina d’Ampezzóban megrendezett 1956. évi téli olimpiai játékok egyik részt vevő nemzete volt. Az országot az olimpián 1 sportágban 1 sportoló képviselte, aki érmet nem szerzett. Bolívia először vett részt a téli olimpiai játékokon.

## Alpesisí
Férfi
| Versenyző   | Versenyszám      | 1. futam | 1. futam | 2. futam | 2. futam | Összesítés | Összesítés |
| Versenyző   | Versenyszám      | Idő      | Hely.    | Idő      | Hely.    | Idő        | Helyezés   |
| ----------- | ---------------- | -------- | -------- | -------- | -------- | ---------- | ---------- |
| René Farwig | Műlesiklás       | kizárták | kizárták | kiesett  | kiesett  | kiesett    | kiesett    |
| René Farwig | Óriás-műlesiklás |          |          |          |          | 4:15,0     | 75.*       |

* - egy másik versenyzővel azonos eredményt ért el